# Vetor de criação

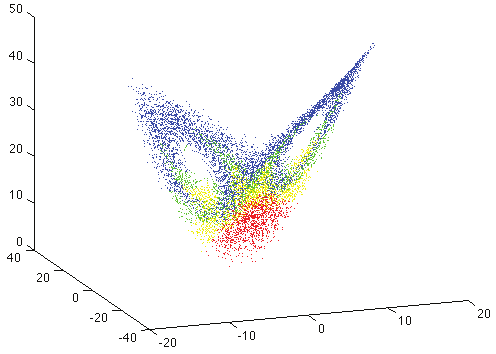
As taxas de crescimento de vetores de criação no sistema Lorenz.

Em matemática aplicada, Bred Vector ou vetores de criação são perturbações, relacionadas aos vetores de Lyapunov, que capturam instabilidades dinâmicas de crescimento rápido da solução de um modelo numérico.  Eles são usados, por exemplo, como perturbações iniciais para previsão de conjunto na previsão numérica do tempo. Eles foram apresentados por Zoltan Toth e Eugenia Kalnay.

## Método
Os vetores de criação são criados pela adição de perturbações inicialmente aleatórias a um modelo não linear. Os modelos de controle (não perturbado) e perturbado são integrados no tempo, e periodicamente a solução de controle é subtraída da solução perturbada.Essa diferença é o vetor de criação.
O vetor é dimensionado para ter o mesmo tamanho da perturbação inicial e, em seguida, é adicionado de volta ao controle para criar a nova condição inicial perturbada. Após um curto período transitório, esse processo de "reprodução" cria vetores criados dominados pelas instabilidades de crescimento mais rápido da solução de controle em evolução.